# Ліпник (Піньчовський повіт)
Липник (пол. Lipnik) — село в Польщі, у гміні Кіє Піньчовського повіту Свентокшиського воєводства.
Населення — 192 особи (2011).
У 1975—1998 роках село належало до Келецького воєводства.

## Демографія
Демографічна структура на день 31 березня 2011 року:
|          | Загалом | Допрацездатний вік | Працездатний вік | Постпрацездатний вік |
| -------- | ------- | ------------------ | ---------------- | -------------------- |
| Чоловіки | 91      | 7                  | 71               | 13                   |
| Жінки    | 101     | 15                 | 53               | 33                   |
| Разом    | 192     | 22                 | 124              | 46                   |